# Військовий орден Марії Терезії
Військовий орден Марії Терезії (нім. Militär–Maria Theresien–Orden, угор. Katonai Mária Terézia-rend) — австрійський військовий орден, заснований 18 червня 1757 року імператрицею Марією Терезією. Був найвищою військовою відзнакою у австрійській монархії.

## Історія
Військовий орден Марії Терезії заснований імператрицею Марією Терезією 18 червня 1757 року, на честь перемоги над військами Прусського королівства в битві при Коліні, в ході Семирічної війни. Орден призначався тільки для нагородження військових. Першим нагородженим став командувач битви при Коліні фельдмаршал Леопольд Йосиф фон Даун.
У 1918 році, після розпаду Австро–Угорщини, останній імператор Карл I передав права нагородження орденом Орденській раді. У 1931 році відбулося останнє нагородження орденом, після чого Рада постановила, що подальші нагородження проводитися не будуть. Всього було відзначено 1241 особу. Останній кавалер ордена Готтфрід фон Банфілд помер у 1986 році.
Орденом нагороджувалися офіцери, за їх особливі заслуги та доблесні вчинки, у тому числі мужній акт перемоги над ворогом. Також за успішні військові дії, що мали суттєвий вплив на кампанію та були з власної ініціативи офіцера, і, як наслідок, відзначалися без докорів та засудження вищим військовим командуванням. Це породило популярний міф про те, що нагороду вручали за успішну дію, всупереч наказу.
Статут ордена не допускав, щоб при носінні його поруч із ним були інші іноземні відзнаки. За статутом, прийнятим у 1758 р., орденом не могли нагороджуватися іноземці, але це правило ніколи не дотримувалася. Так, наприклад, кавалерами ордена були російський імператор Олександр I, німецький імператор Вільгельм II, фон Мольтке, А. В. Суворов, князь Багратіон і герцог Веллінгтон, а також багато інших знамениті воєначальники.
Відзначені Лицарським хрестом отримували довічний титул лицаря (рітера) в австрійському дворянстві та допускалися до суду. Після подальшої петиції вони могли претендувати на спадковий титул барона (Freiherr). Вони також мали право на пенсію. Вдови нагороджених до кінця життя мали право на половину пенсії свого чоловіка.

## Ступені нагороди
Спочатку орден мав два класи:
- Великий хрест;
- Лицарський хрест.

З 15 жовтня 1765 року:

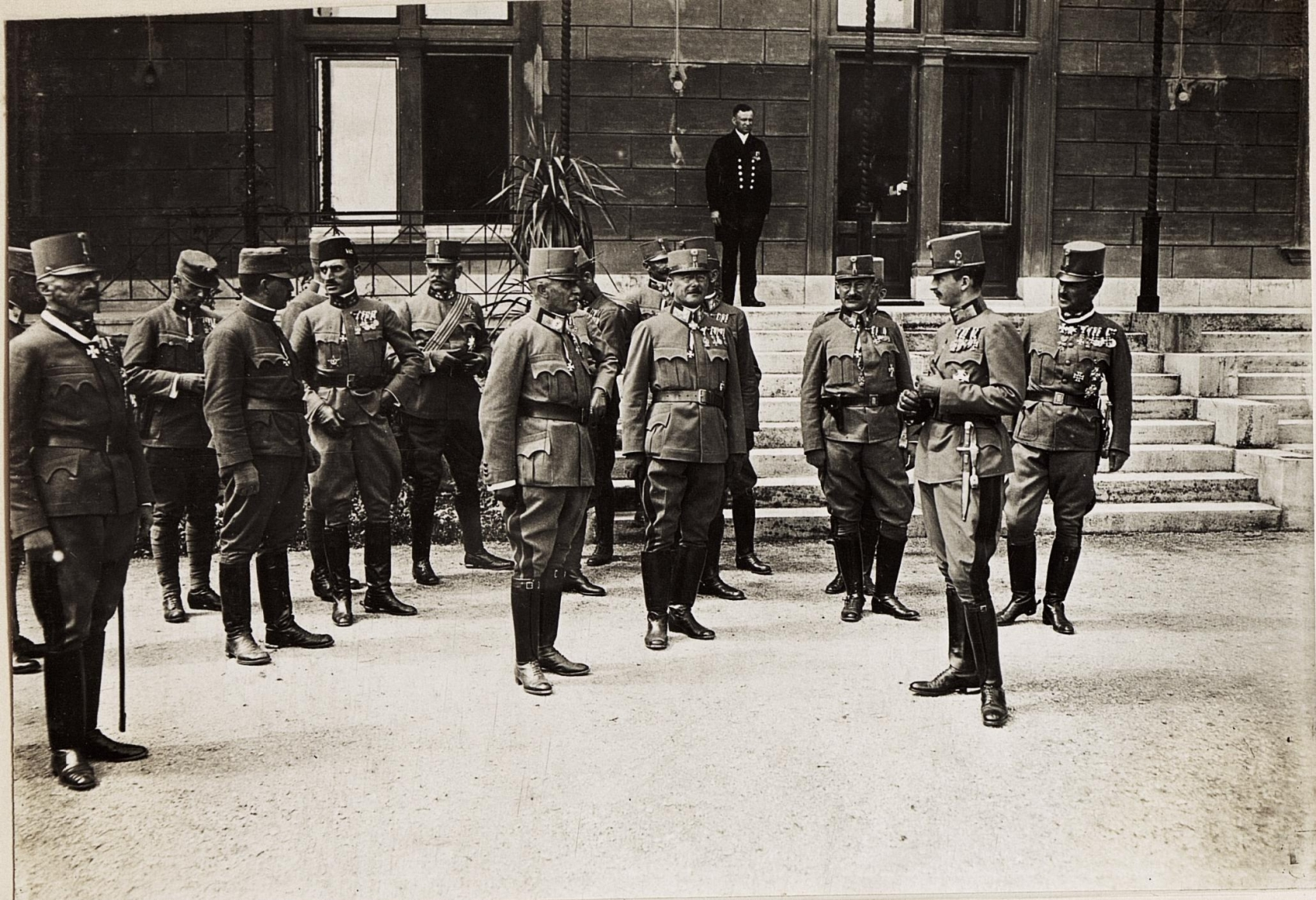
Вручення імператором Карлом І Військового ордена Марії Терезії, 17 серпня 1917 року, замок Вартгольц.

- Великий Хрест із нагрудною зіркою;
- Командорський хрест;
- Лицарський хрест.

|                  |                     |               |
| Ступені          |                     |               |
| Лицарський хрест | Командорський хрест | Великий хрест |

## Опис
Великий хрест ордена являє собою позолочений хрест з білою емаллю. Центральний медальйон емальований в кольорах австрійського ерцгерцогського гербу — поле, розділене по горизонталі на три частини — червоної, білої та червоної емалей — і обрамлений кільцем білого кольору з надписом «лат. FORTITUDINI» (За хоробрість). На реверсі ордена поміщені літери «М. Т.» і «F» (Марія–Терезія і Франц), обрамлений зеленим лавровим вінком у золотому обідку. Знаки ордена могли прикрашатися діамантами.
Стрічка–перев'язь ордена — шовкова муарова, з бантом біля стегна, шириною близько 100 мм, червона з широкою білою смугою посередині.
Командорський знак аналогічний знаку Великого Хреста, але носився на шийній стрічці.
Лицарський знак має менші розміри і носився на грудях на стрічці, складеній трикутником.

## Нагороджені

### Кавалери Великого хреста
- Франц Йосиф І (імператор Австро–Угорщини) ;
- Леопольд Йосиф фон Даун, (фельдмаршал, Головнокомандувач Австрійської імператорської армії);
- Андрей Гадік, (польовий маршал);
- Пауль фон Гінденбург (німецький генерал–фельдмаршал);
- Август фон Макензен (німецький генерал–фельдмаршал);
- Йоганн Баптист Австрійський (ерцгерцог Австрійський, фельдмаршал);
- Йозеф Радецький (фельдмаршал);
- Вільгельм II (німецький імператор);
- Франц Моріц фон Лассі (генерал–фельдмаршал);
- Олександр Суворов (російський полководець).

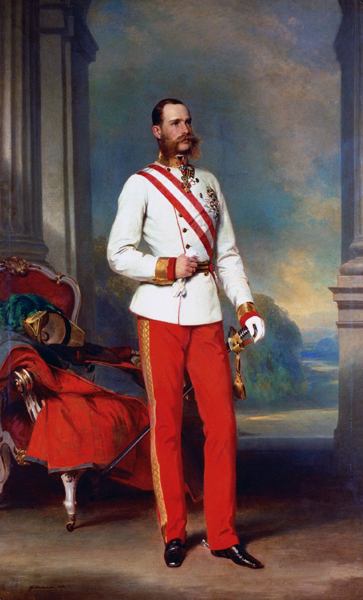
Імператор Франц Йосиф I
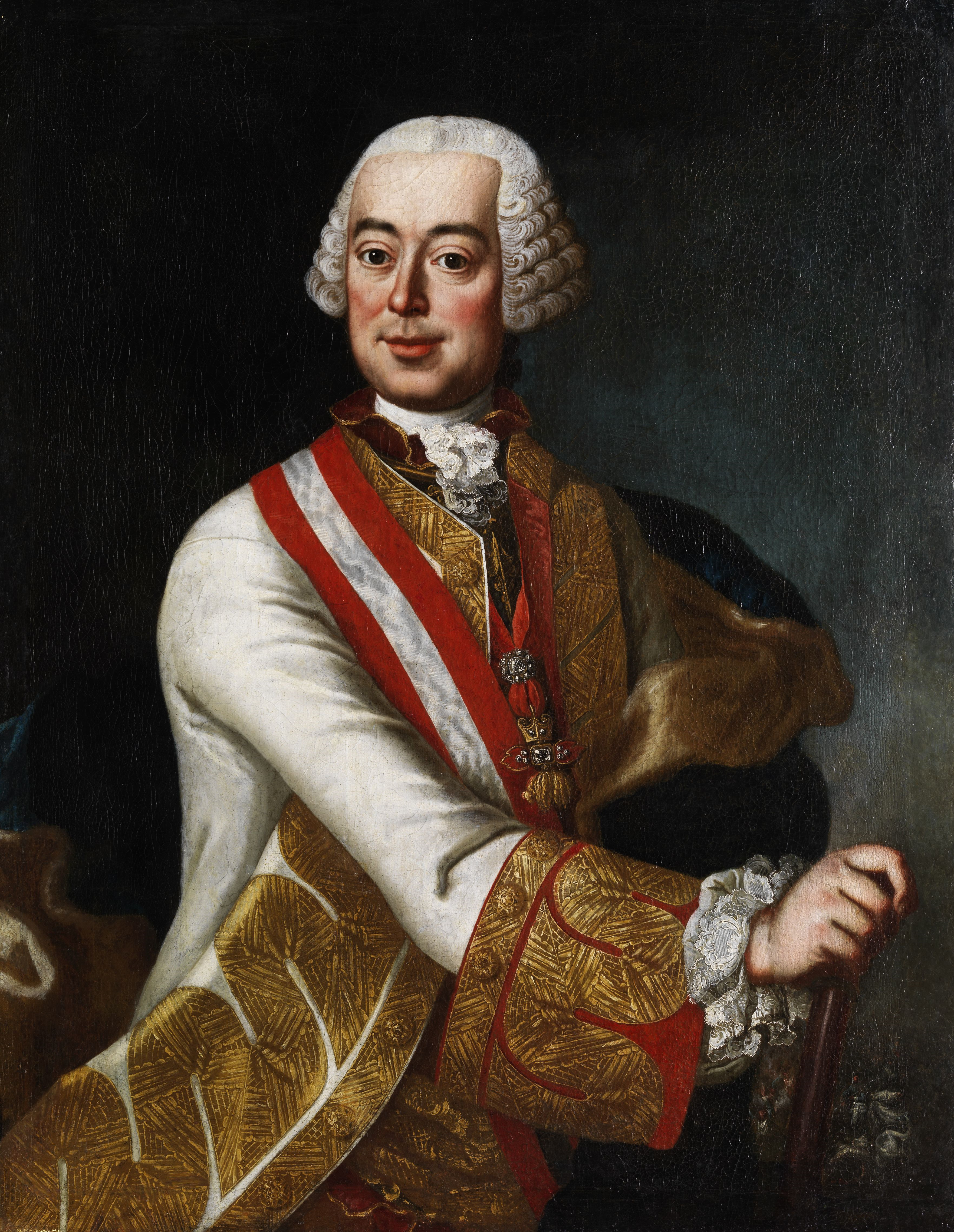
Леопольд Йоcиф фон Даун
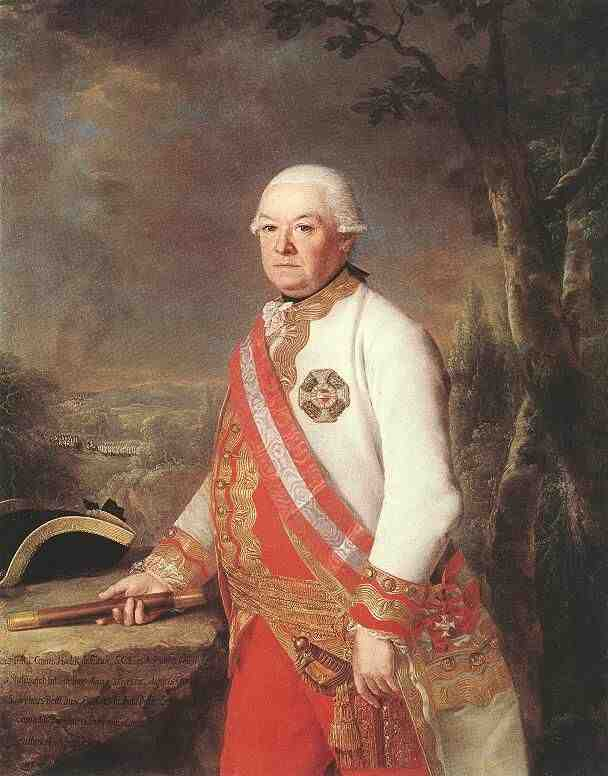
Андрей Гадік
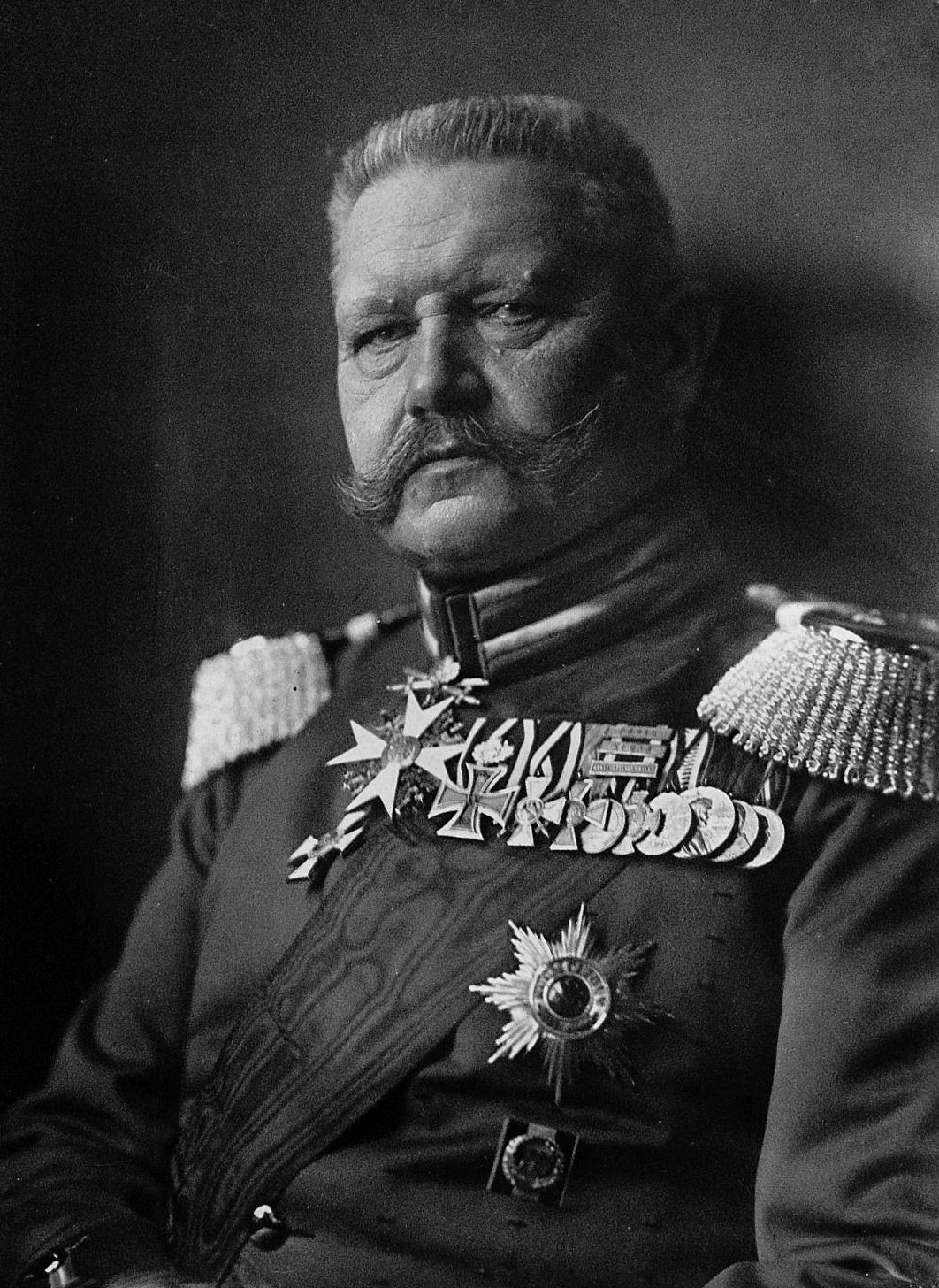
Пауль фон Гінденбург
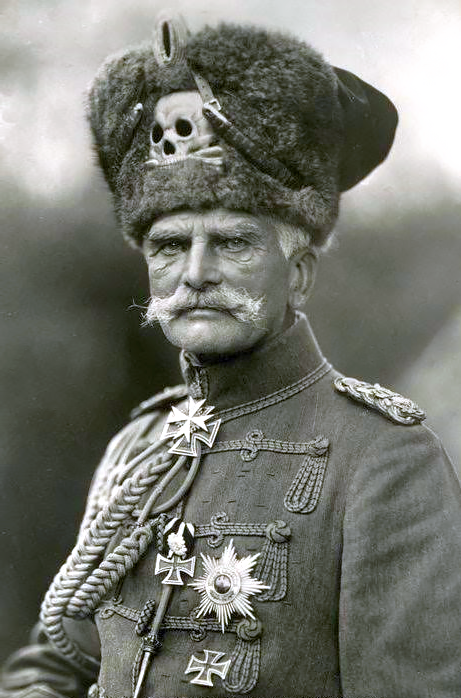
Август фон Макензен
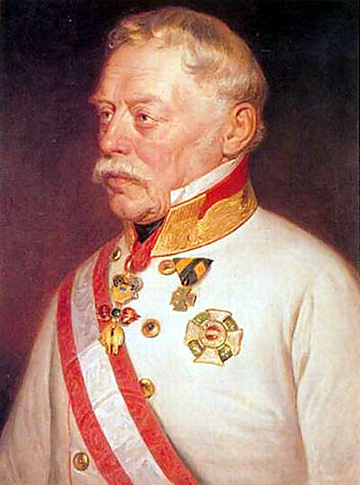
Йозеф Радецький
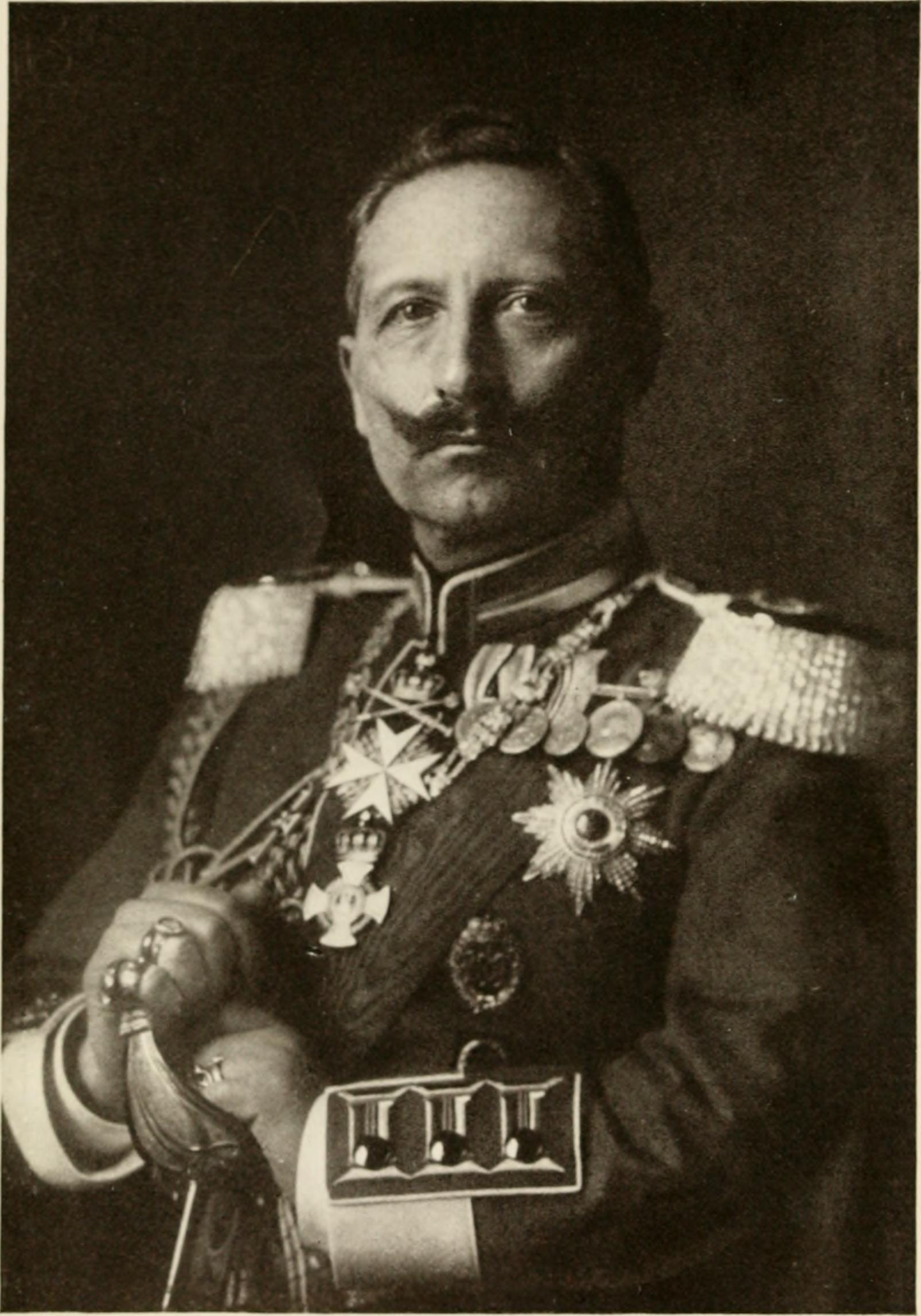
Вільгельм II
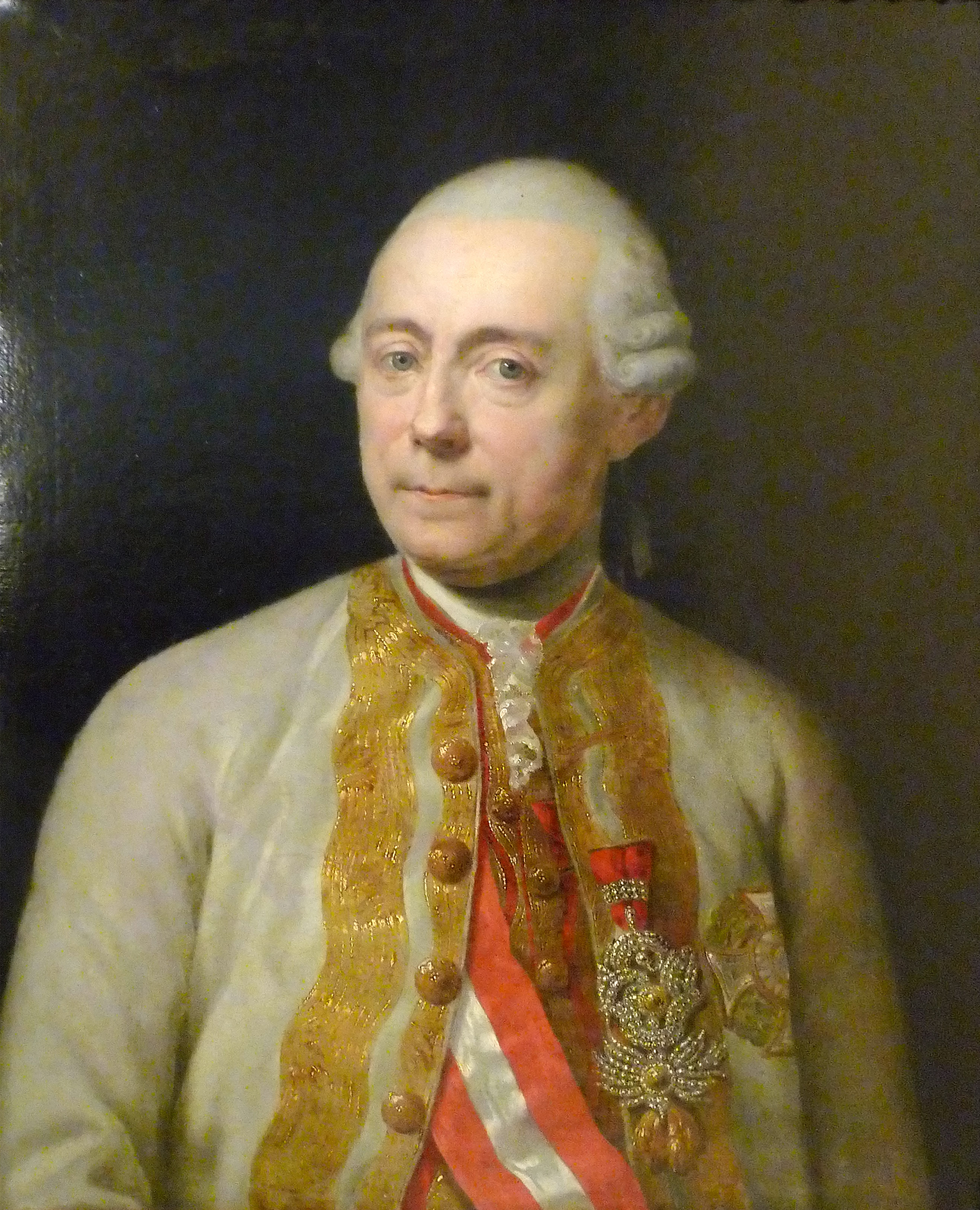
Франц Моріц фон Лассі

### Командори
- Йосиф Філіпович фон Філіпсберг (фельдцейхмейстр, барон);
- Світозар Бороєвич фон Бойна (генерал-фельдмаршал);
- Йосип Єлачич (генерал);
- Йозеф Август Австрійський (ерцгерцог);
- Габріель фон Сплені (фельдмаршал-лейтенант);
- Август Найдгардт фон Ґнайзенау (прусський генерал-фельдмаршал).

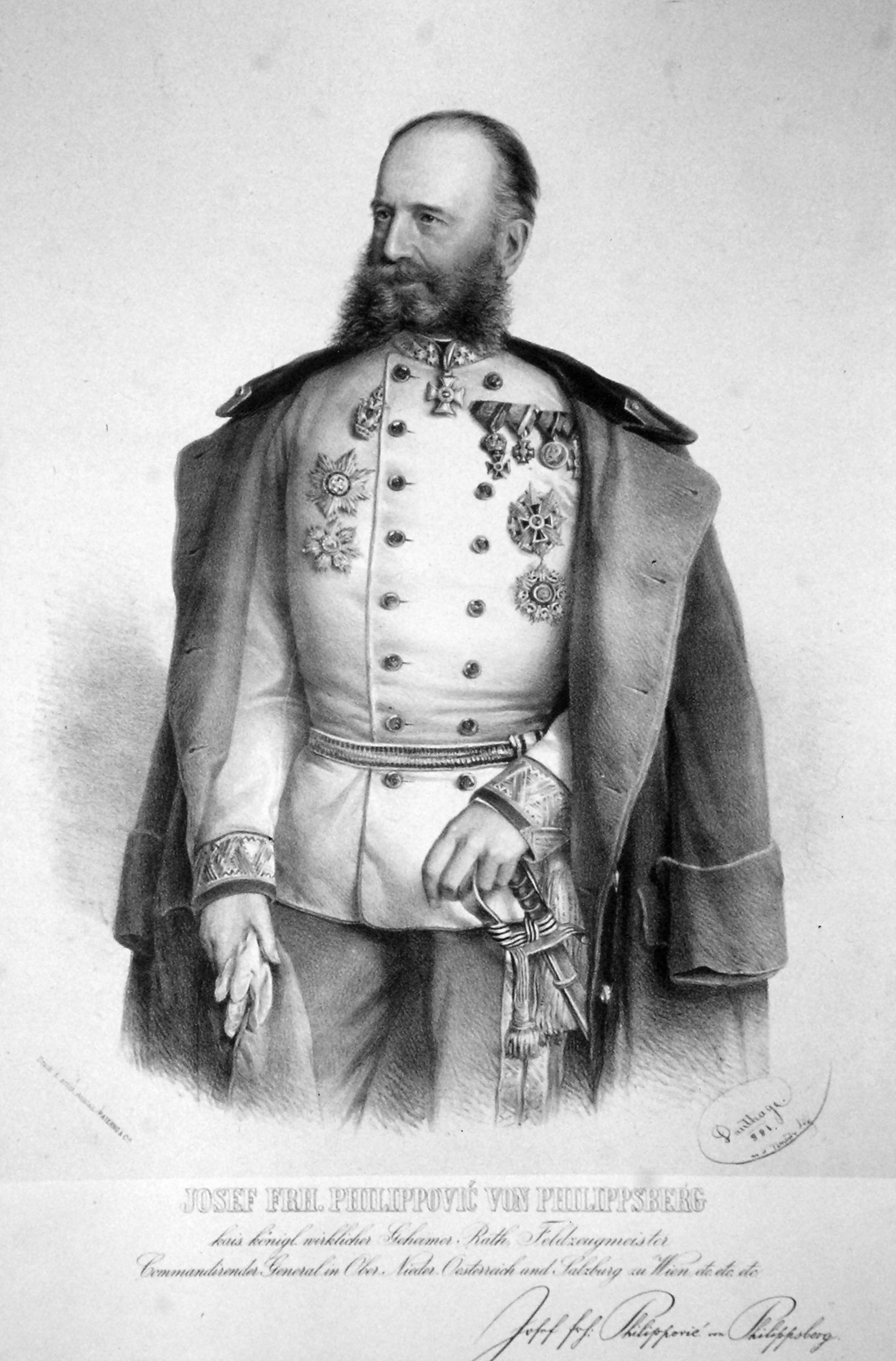
Йосиф Філіпович фон Філіпсберг
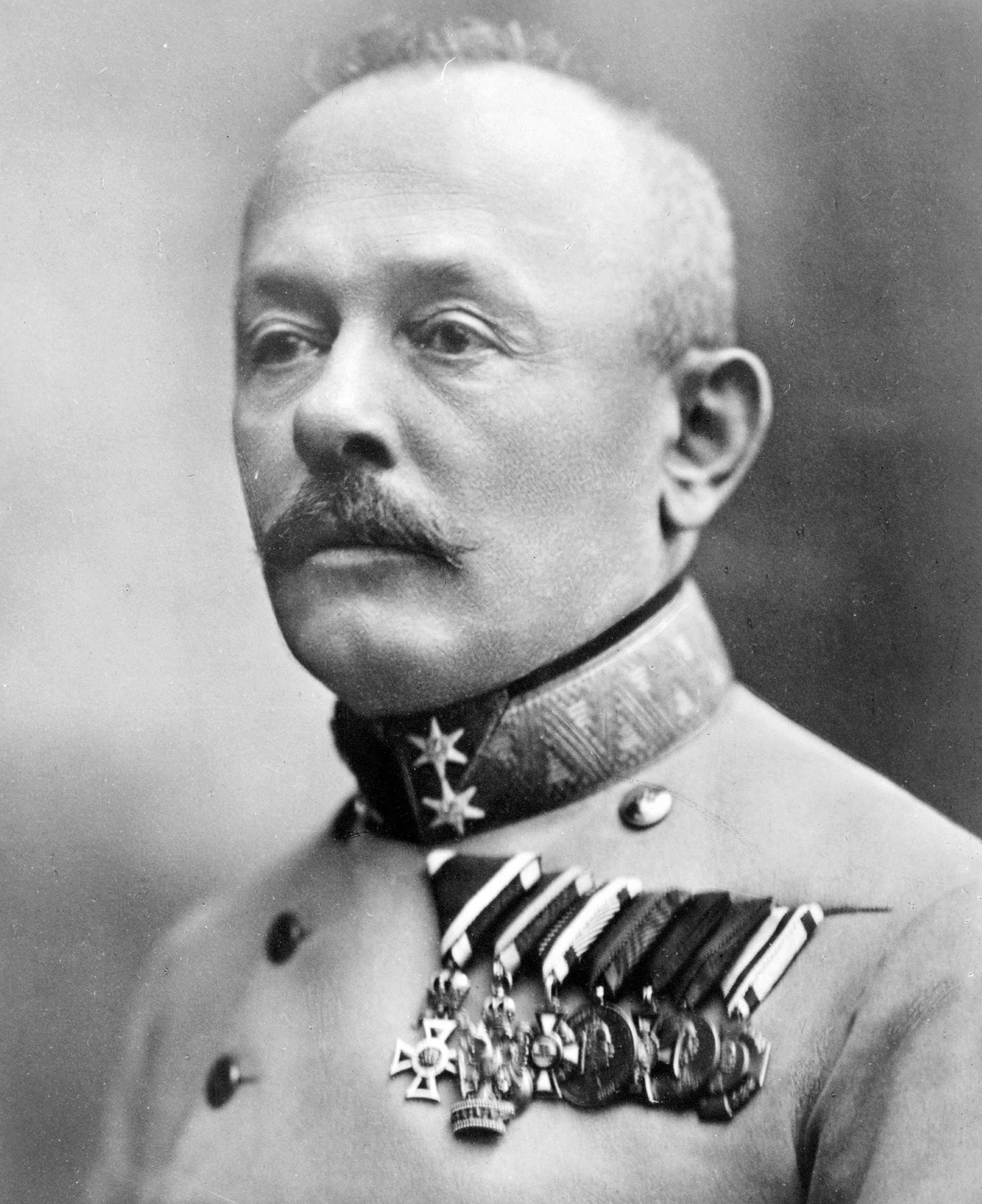
Світозар Бороєвич фон Бойна
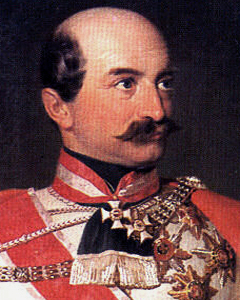
Йосип Єлачич
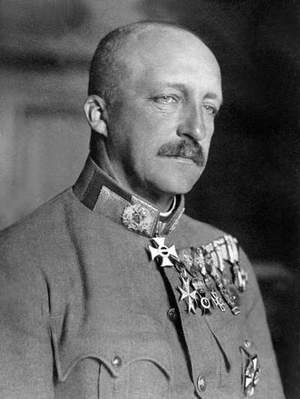
Ерцгерцог Йозеф Август Австрійський
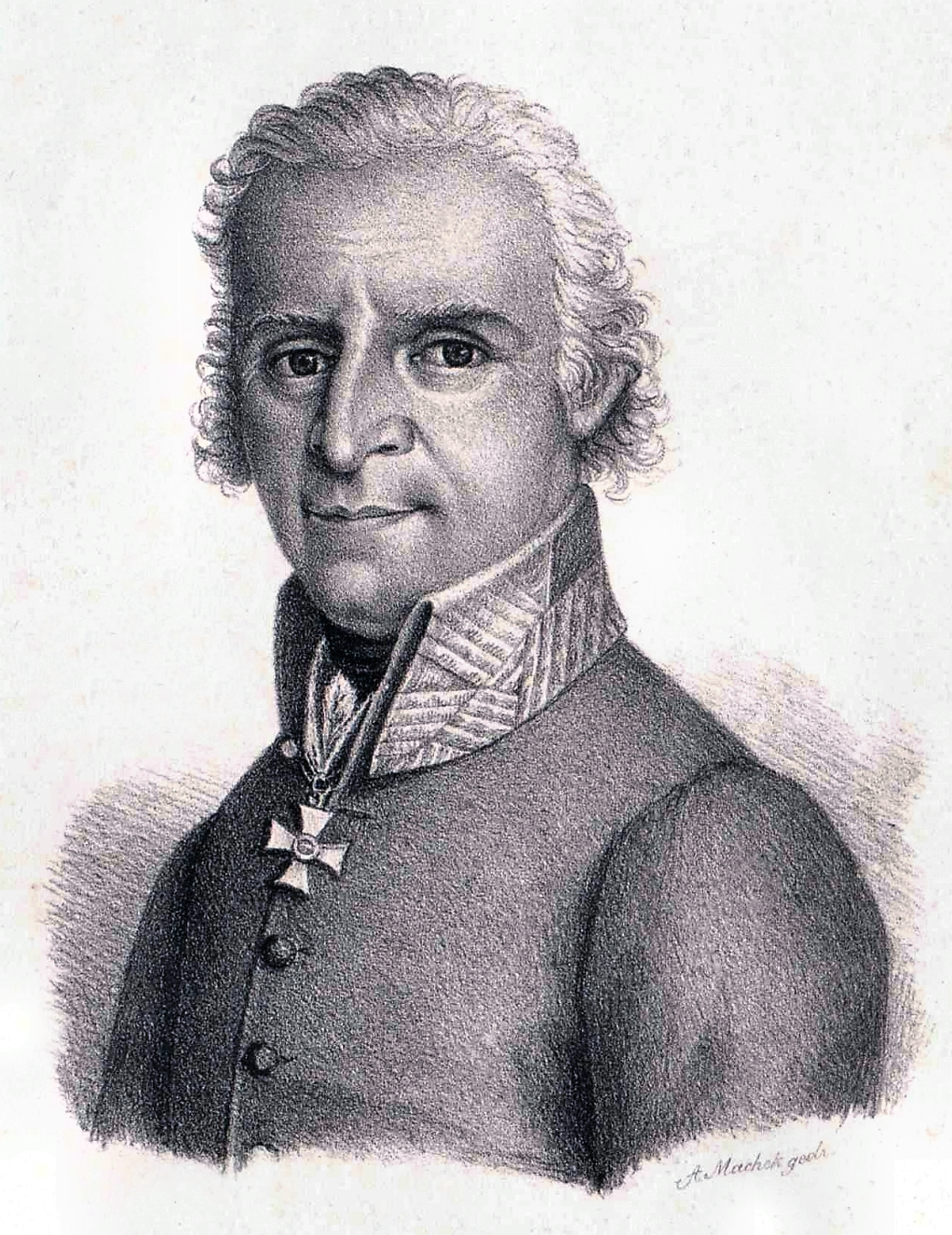
Габріель фон Сплені
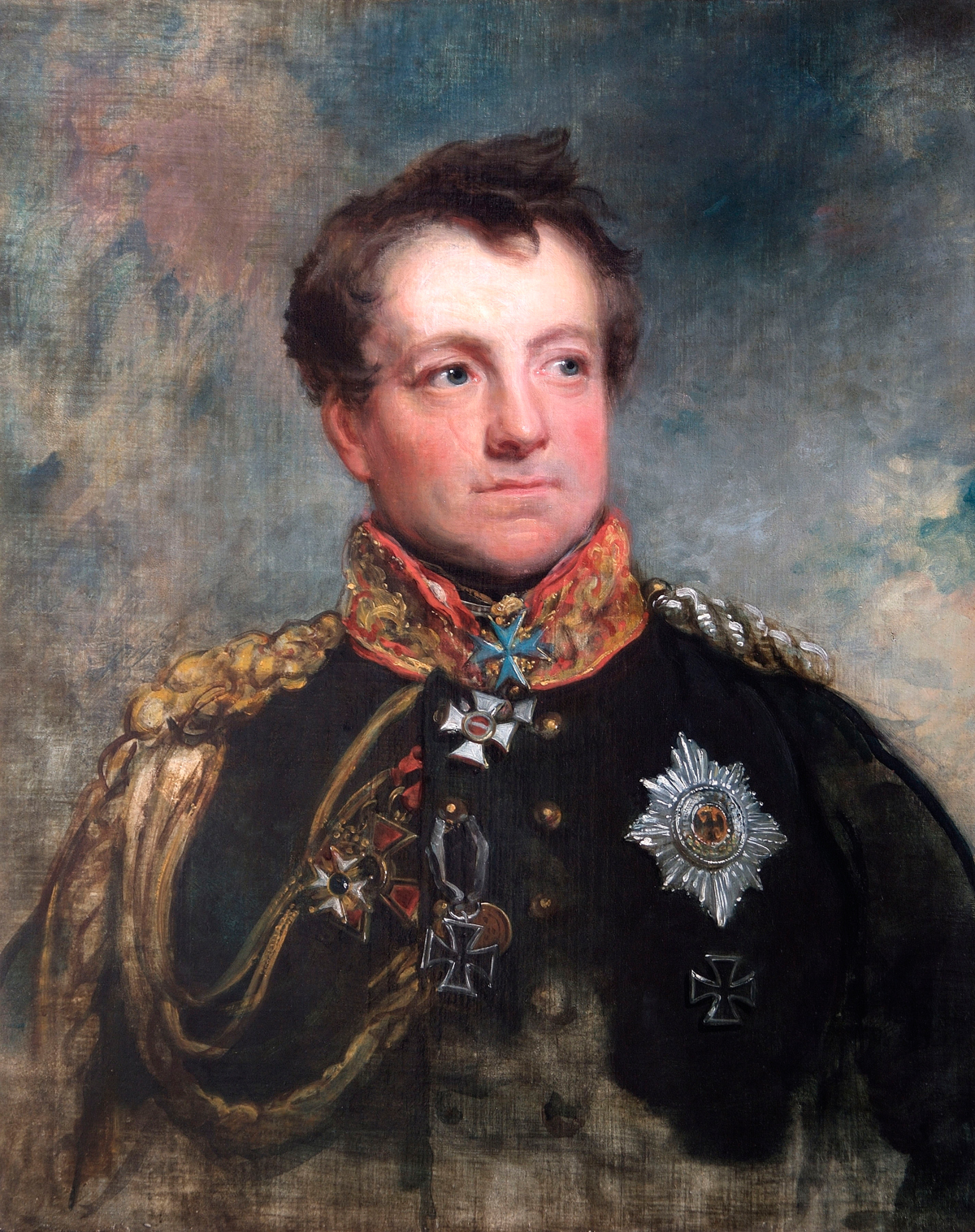
Август Найдгардт фон Гнайзенау

### Лицарі
- Карл Мак фон Ляйберіх (фельдмаршал-лейтенант);
- Тадеуш Розвадовський (генерал);
- Георг Людвіг фон Трапп (офіцерм ВМС Австро–Угорщини);
- Віктор Вебер фон Вебенау (генерал піхоти);

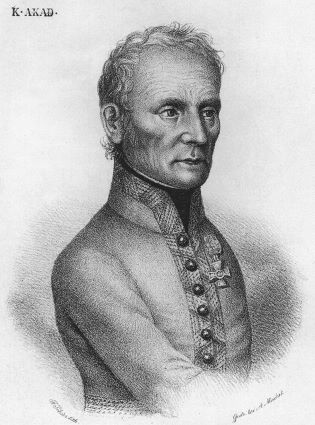
Карл Мак фон Ляйберіх
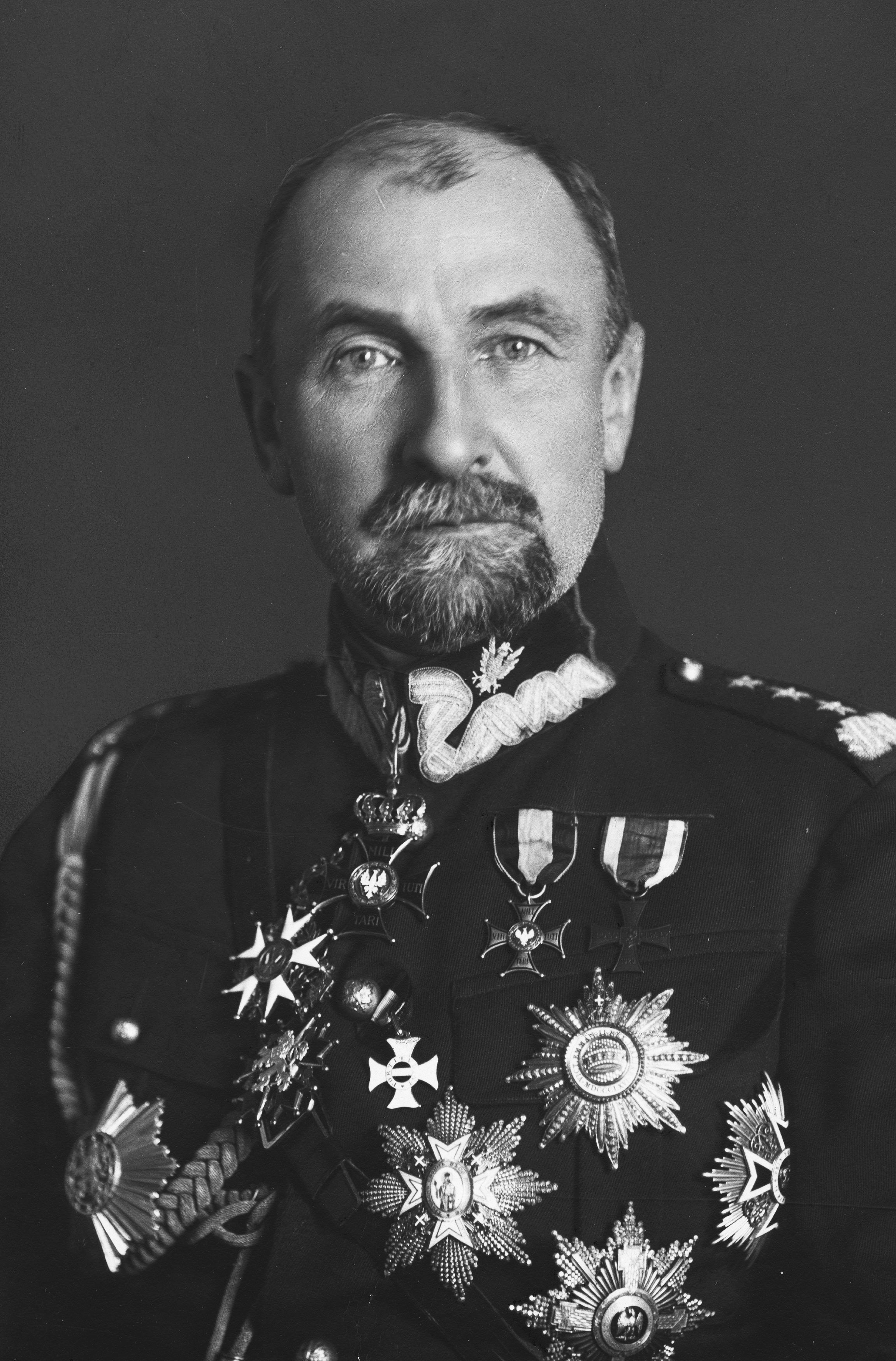
Тадеуш Розвадовський
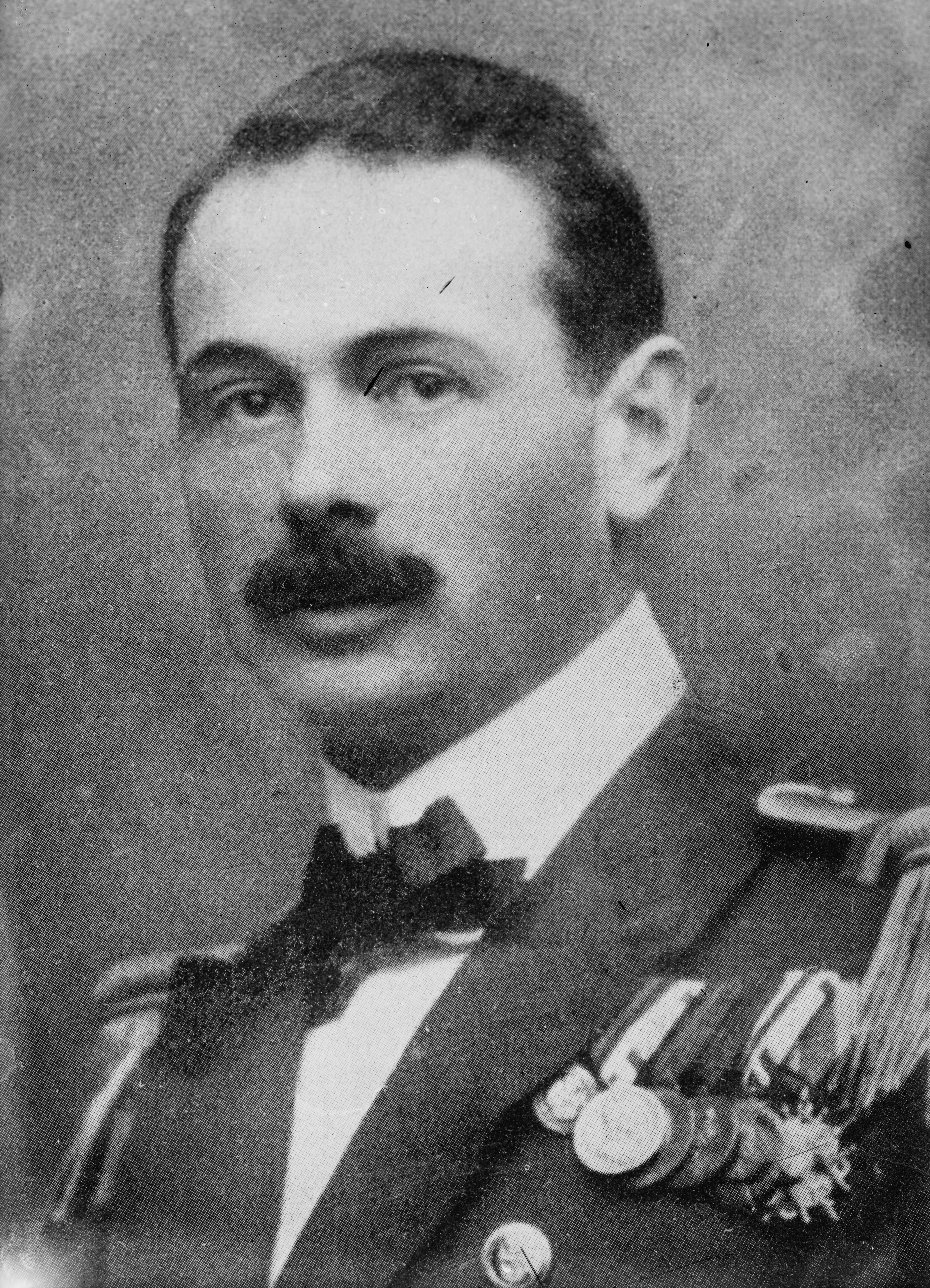
Георг Людвіг фон Трапп
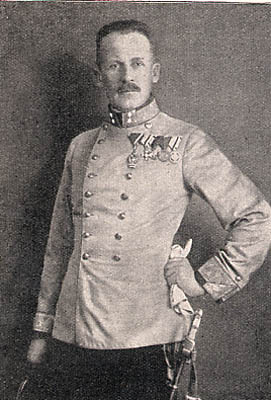
Віктор Вебер фон Вебенау